# حوزه انتخابیه ششم کلرادو

113امین حوزه‌ی انتخابیه کنگره ی ایالات متحده در کلرادو

حوزه انتخابیه ششم کلرادو یک حوزه انتخابیه مجلس نمایندگان آمریکا است که در ایالت کلرادو قرار دارد.